# Robert Barillet
Pour les articles homonymes, voir Barillet.
Robert Barillet, né le 10 avril 1881 à Vendôme (Loir-et-Cher) et mort le 29 novembre 1952 à Vendôme, est un homme politique français.

## Biographie
Fils de commerçant, il est avocat à Paris en 1903. Conseiller municipal de Vendôme en 1912, il est maire de 1919 à 1925. Il est député de Loir-et-Cher de 1919 à 1928, inscrit au groupe de l'Entente républicaine démocratique. Battu en 1928, il entre dans la magistrature. Juge à Amiens en 1931, vice-président du tribunal de Laon en 1933, il est président du tribunal de Chartres de 1935 à 1945.